# Benjamin Dodell
Benjamin Dodell (* 1975) ist ein Schweizer Kulturmanager, Verleger, Künstler und Musiker. Er ist Co-Präsident der Kunsthalle Bern und leitet den Bereich Marketing und Kommunikation an der Hochschule der Künste Bern (HKB). Mit der Edition Benjamin Dodell publiziert er hochwertige Druckeditionen zeitgenössischer Kunst. Dodell engagiert sich  für die Förderung von Kunst und Kultur in Bern und in der Schweiz.

## Leben und Wirken
Dodell studierte Bildende Kunst an der Hochschule der Künste Bern (HKB). Bereits während des Studiums und danach war er künstlerisch tätig, unter anderem mit Ausstellungen in Berlin, Moskau und verschiedenen Schweizer Städten. Er realisierte eigene konzeptuelle Projekte im In- und Ausland. Parallel dazu gründete er das Konzeptbüro, das auf Beratung im Kultur-, NPO- und NGO-Bereich sowie auf Marketing, Kommunikation und Evententwicklung spezialisiert ist.
Von 1997 bis 2000 führte Dodell die unabhängige Projektgalerie BARAK in Liebefeld bei Bern. Zeitgleich organisierte er im selben Raum einen Kulturclub mit vielfältigem Programm: Konzerte, Lesungen, Performances und andere kulturelle Veranstaltungen. Im Rahmen dessen organisierte er einen der ersten Poetry Slams der Schweiz – zeitgleich mit Matthias Burki (Gesunder Menschenversand).
In den frühen 2000er-Jahren war Dodell zudem unternehmerisch tätig – unter anderem als Mitgründer des Berner Kultladens Yamatuti sowie der Modefirmen Loud Fashion AG (Vertrieb von American Apparel in der Schweiz) und Ribcap AG. Von 2010 bis 2015 war er Marketingleiter des Museum Franz Gertsch in Burgdorf. Danach übernahm er die Leitung Marketing & Kommunikation beim Blinden- und Behindertenzentrum Bern. Seit 2019 ist er Marketingleiter an der Hochschule der Künste Bern.
Über viele Jahre hinweg prägte Dodell auch die Veranstaltungslandschaft in Bern. In der Café-Bar Turnhalle im Progr Bern organisierte er zahlreiche Konzerte und Events und gründete dort das Format Freitagnacht, das sich durch eine interdisziplinäre Mischung aus Musik, Literatur und Performance auszeichnete.

## Edition Benjamin Dodell
Die Edition Benjamin Dodell ist eine auf bildende Kunst spezialisierte Verlagsplattform. Sie publiziert hochwertige, signierte und nummerierte Drucke in limitierter Auflage, die in Zusammenarbeit mit verschiedensten zeitgenössischen Künstler:innen entstehen – sowohl mit jungen als auch mit etablierten Positionen. Die Edition versteht sich als Beitrag zur Kunstförderung sowie zur Sichtbarkeit aktueller Kunst in der Schweiz.

## Eigenes Kunstschaffen
Dodell war über viele Jahre als bildender Künstler tätig. Neben Ausstellungen in der Schweiz zeigte er seine Arbeiten auch international, etwa in Berlin und Moskau. In seinen Projekten verbindet er häufig konzeptuelle, partizipative und gesellschaftlich relevante Ansätze.
Auswahl von Ausstellungen und Kunstaktionen:
- 2014 Performance, Transform, Bern

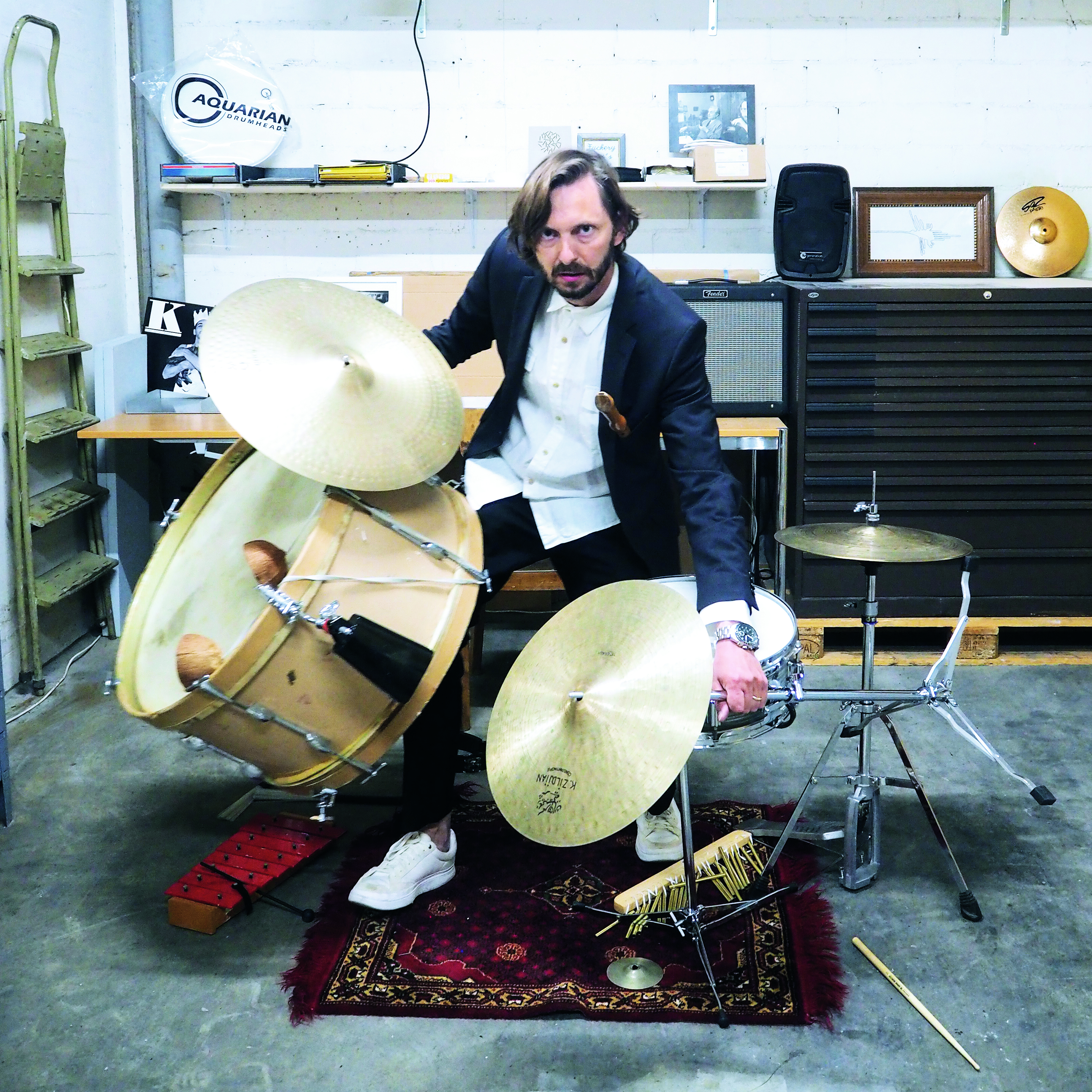
Benjamin Dodell, Künstler, Musiker und Kulturmanager

Ausstellungsansicht, Projekt Galerie Barak, Bern Liebefeld (1997)

Momentaufnahme, Performance, Transform, Bern (2014)

- 2009 Kunst am Bau, Umbau, Fizzen, Ry�ffligässchen, Bern[1]
- 2006 «Heat it up baby», Marks Blond Project, Bern
- 2004 «Kunst234», Toninstalation zur Eröff�nung des PROGER in Bern
- 2004 «Tamisiächnomau», Galerie Neues Problem, Berlin
- 2003 «I like this Skyline», Stadtgalerie Bern
- 2003 «four artists in a new space in bern», Galerie-Wohnung Marks Blond, Bern
- 2002 «Darein», Weihnachtsausstellung, Kunsthalle Bern
- 2002 Organisation, Performance in Bern, mit Christian Schmidt Chemnitzer, Berlin
- 2002 N-Portal «Wir sind in Berlin»
- 1997 Einzelausstellung «Projekt Galerie Barak», Bern
- 1997 Einzelausstellung Galerie «A3», Moskau

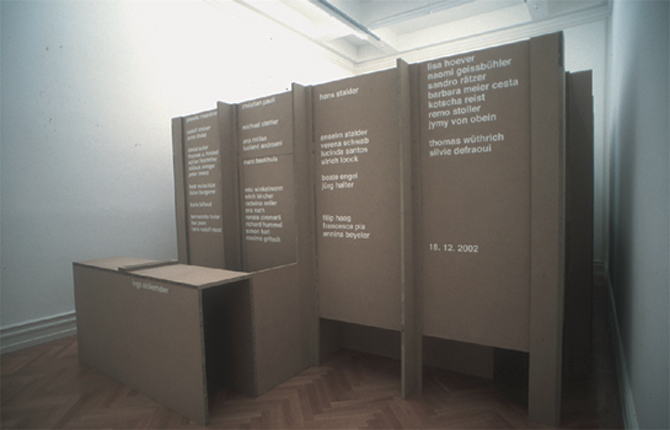
«Darein», Weihnachtsausstellung, Kunsthalle Bern (2002)

- 1996 Einzelausstellung Galerie «H.T.C.», Berlin

## Ehrenamtliches Engagement
Dodell war rund zwölf Jahre Mitglied des Zentralvorstands von Visarte Schweiz, der Berufsorganisation der visuell tätigen Kunstschaffenden. Vor zwei Jahren legte er dieses Ehrenamt nieder. Aktuell ist er Stiftungsrat beim Unterstützungsfonds für schweizerische bildende Künstler und Künstlerinnen sowie bei der Taggeldkasse für schweizerische bildende Künstler und Künstlerinnen. Seit 2023 ist er Co-Präsident der Kunsthalle Bern.

## Musik

WALDAU, Postpunk Band mit René Schütz, Robert Butler, Benjamin Dodell (2019)

Benjamin Dodell ist Gründungsmitglied der Band King Pepe und Schlagzeuger der Postpunk-Formation WALDAU. Er ist zudem Teil der Formation Trampeltier of Love mit Matto Kämpf, Simon Hari und Marc Unternährer. Früher war er Mitglied der Band The Super Supers sowie von Sisters Rodeo. Dodell war über viele Jahre musikalischer Wegbegleiter von Simon Hari (King Pepe).